# 李任仁
李任仁（1887年6月24日—1968年8月18日），字重毅，男，广西临桂人，中国教育家。曾为白崇禧的老师。

## 生平
李任仁为清末秀才，后毕业于广西优级师范学堂。1911年加入中国同盟会。中华民国成立后，在临林从事教育事业，创办多家中小学。1918年出任广西省立第三中学校长。1924年任国民党桂林县党部执委，次年任桂林县知事。1927年兼任广西省立第二师范学校校长。后又任国民革命军第四集团军顾问。1931年担任广西省政府委员、教育厅长，1933年辞职。1935年前往上海参加全国各界救国联合会。抗日战争期间，历任广西省临时参议会议长、广西建设研究会常务理事、桂林文化供应社董事长等职。抗战结束后参与成立中国国民党民主促进会。1948年出任中国国民党革命委员会中央委员。
中华人民共和国成后，曾任政务院政治法律委员会委员、华侨事务委员会副主任、中南军政委员会委员、广西省副省长等职。文化大革命期间受到迫害，1968年逝世。1986年，中共广西壮族自治区党委为其平反。